# Bérénice Petit
Bérénice Petit (née le 23 novembre 1998) est une athlète française, spécialiste du saut à la perche. 

## Biographie
En août 2023, aux côtés de la française Albane Dordain et de la chinoise Chen Qiaoling, elle devient vice-championne du monde universitaire en décrochant la médaille d'argent de l'Universiade de Chengdu. 

## Palmarès
| Date | Compétition | Lieu    | Résultat | Épreuve          | Temps  |
| ---- | ----------- | ------- | -------- | ---------------- | ------ |
| 2023 | Universiade | Chengdu | 2e       | Saut à la perche | 4,30 m |

## Records
| Épreuve          | Épreuve   | Marque | Lieu   | Date            |
| ---------------- | --------- | ------ | ------ | --------------- |
| Saut à la perche | Plein air | 4,40 m | Blois  | 18 mai 2025     |
| Saut à la perche | Salle     | 4,23 m | Nevers | 29 janvier 2022 |